# Jyothi Surekha Vennam
Jyothi Surekha Vennam (3 de julio de 1996) es una deportista india que compite en tiro con arco, en la modalidad de arco compuesto. Ganó ocho medallas en el Campeonato Mundial de Tiro con Arco al Aire Libre entre los años 2017 y 2023.

## Palmarés internacional
| Campeonato Mundial al Aire Libre | Campeonato Mundial al Aire Libre | Campeonato Mundial al Aire Libre | Campeonato Mundial al Aire Libre |
| Año                              | Lugar                            | Medalla                          | Prueba                           |
| -------------------------------- | -------------------------------- | -------------------------------- | -------------------------------- |
| 2017                             | Ciudad de México (México)        | Medalla de plata                 | Equipo                           |
| 2019                             | 's-Hertogenbosch (Países Bajos)  | Medalla de bronce                | Individual                       |
| 2019                             | 's-Hertogenbosch (Países Bajos)  | Medalla de bronce                | Equipo                           |
| 2021                             | Yankton (Estados Unidos)         | Medalla de plata                 | Individual                       |
| 2021                             | Yankton (Estados Unidos)         | Medalla de plata                 | Equipo                           |
| 2021                             | Yankton (Estados Unidos)         | Medalla de plata                 | Equipo mixto                     |
| 2023                             | Berlín (Alemania)                | Medalla de oro                   | Equipo                           |
| 2023                             | Berlín (Alemania)                | Medalla de bronce                | Individual                       |